# Marie-Joseph-Camille Doré
Pour les articles homonymes, voir Doré.
Marie-Joseph-Camille Doré, né le 14 janvier 1831 à La Rochelle (Charente-Maritime) et mort le 7 mars 1888 à Paris, est lieutenant de vaisseau dans la Marine française du XIXe siècle.

## Biographie
À l'âge de 24 ans, il est décoré de la Légion d'honneur pour faits de guerre lors de la guerre de Crimée. De retour à Rochefort à la fin de la guerre, il est nommé capitaine du Plongeur, qui avec son moteur à air comprimé était le premier sous-marin au monde équipé d'un système de propulsion mécanique, et dont il mène les essais entre le 16 avril 1863 et le 22 février 1864.
Il prend ensuite la direction de l'école navale de la marine marchande à Sète. Lors de la guerre franco-prussienne de 1870, il propose au ministre de la Marine de réarmer le Plongeur, qu'il connaissait bien, mais son offre est rejetée en raison du manque de fiabilité du sous-marin.
Il est enterré dans le cimetière de Nogent-le-Roi (Eure-et-Loir, France), dans le caveau familiale Doré.